# Eduardo García Velasco
Eduardo García Velasco es un deportista argentino que compitió en vela en la clase Mistral. Ganó una medalla de bronce en el Campeonato Mundial de Mistral de 1996.

## Palmarés internacional
| Campeonato Mundial | Campeonato Mundial | Campeonato Mundial | Campeonato Mundial |
| Año                | Lugar              | Medalla            | Clase              |
| ------------------ | ------------------ | ------------------ | ------------------ |
| 1996               | Haifa (Israel)     | Medalla de bronce  | Mistral            |